# جیم دکمه‌ای و لوک راننده

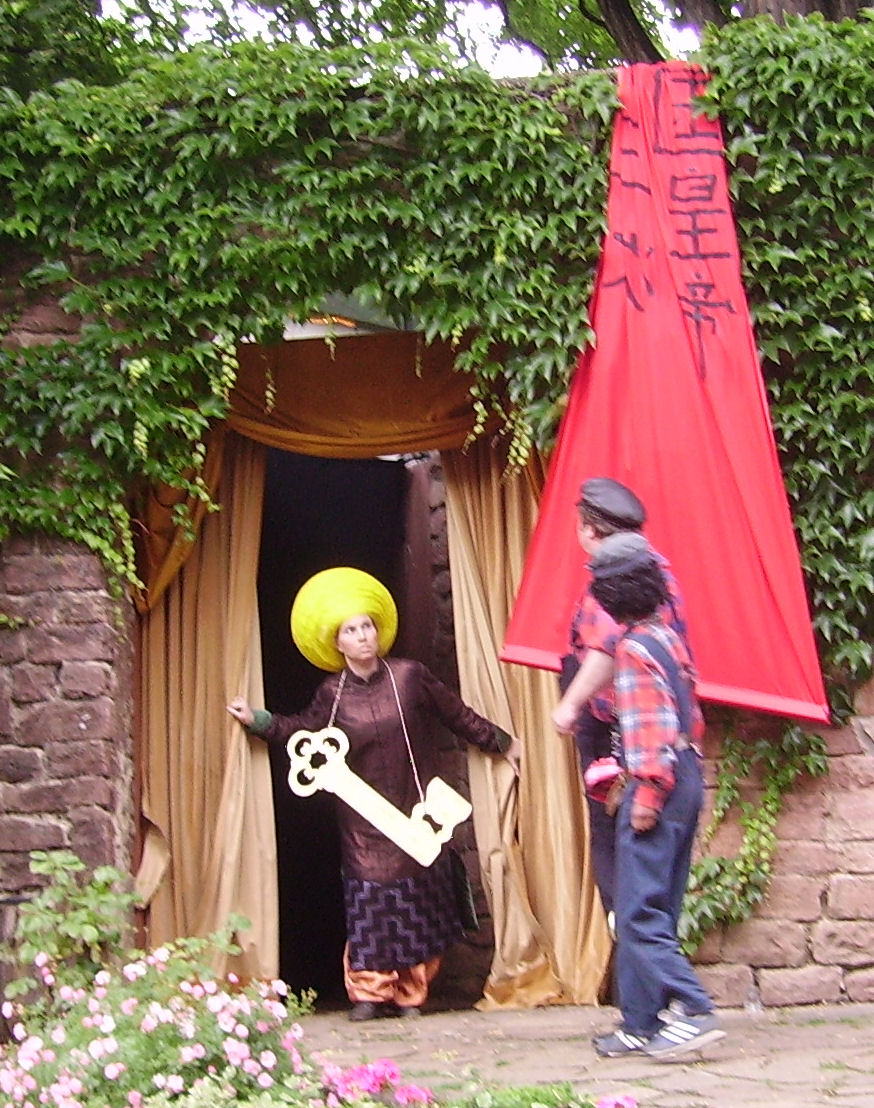
این فیلم جذاب ودوست داشتنی باعث میشود کوکان آموخته های خوبی داشته باشند

جیم دگمه و لوکاس لوکوموتیوران داستانی آلمانی برای کودکان است که توسط میشائیل انده نوشته شده است. این کتاب در ۱۹۶۰ منتشر شد و پس از عدم اقبال توسط ده‌ها ناشر به بکی از موفق‌ترین آثار آلمانی کودکان در دوره پس از جنگ تبدیل شد.
در سال ۱۹۶۱ این کتاب جایزه ادبیات نوجوانان را دریافت نمود و پس از آن به ۳۳ زبان دنیا ترجمه شد.